# Даунівілл (Каліфорнія)
Даунівілл (англ. Downieville) — переписна місцевість (CDP) в США, в окрузі Сьєрра штату Каліфорнія. Населення — 290 осіб (2020).

## Географія
Даунівілл розташований за координатами 39°34′43″ пн. ш. 120°48′59″ зх. д. / 39.57861° пн. ш. 120.81639° зх. д. (39.578643, -120.816405).  За даними Бюро перепису населення США в 2010 році переписна місцевість мала площу 8,25 км², з яких 8,24 км² — суходіл та 0,01 км² — водойми.

### Клімат
| Клімат : Даунівілл      | Клімат : Даунівілл | Клімат : Даунівілл | Клімат : Даунівілл | Клімат : Даунівілл | Клімат : Даунівілл | Клімат : Даунівілл | Клімат : Даунівілл | Клімат : Даунівілл | Клімат : Даунівілл | Клімат : Даунівілл | Клімат : Даунівілл | Клімат : Даунівілл | Клімат : Даунівілл |
| Показник                | Січ.               | Лют.               | Бер.               | Квіт.              | Трав.              | Черв.              | Лип.               | Серп.              | Вер.               | Жовт.              | Лист.              | Груд.              | Рік                |
| Абсолютний максимум, °C | 21,1               | 25,6               | 29,4               | 35,6               | 37,2               | 41,7               | 41,1               | 42,8               | 40,6               | 36,1               | 30,0               | 23,3               | 42,8               |
| Середній максимум, °C   | 8,6                | 11,3               | 14,5               | 18,2               | 22,6               | 27,2               | 31,8               | 31,3               | 28,1               | 22,1               | 13,9               | 8,8                | 19,8               |
| Середній мінімум, °C    | −2,6               | −1,4               | −0,2               | 1,6                | 4,6                | 7,2                | 9,3                | 8,4                | 6,1                | 2,9                | −0,2               | −2,1               | 2,8                |
| Абсолютний мінімум, °C  | −17,2              | −16,7              | −12,2              | −10                | −3,3               | −2,2               | 1,7                | 1,1                | −3,9               | −7,2               | −17,8              | −17,2              | −17,8              |
| Норма опадів, мм        | 297                | 263                | 208                | 126                | 73                 | 23                 | 4                  | 6                  | 26                 | 89                 | 192                | 278                | 1584               |
| Днів з опадами          | 12                 | 11                 | 10                 | 9                  | 7                  | 3                  | 1                  | 1                  | 3                  | 6                  | 9                  | 11                 | 83,0               |
| ----------------------- | ------------------ | ------------------ | ------------------ | ------------------ | ------------------ | ------------------ | ------------------ | ------------------ | ------------------ | ------------------ | ------------------ | ------------------ | ------------------ |
| Джерело: WRCC           |                    |                    |                    |                    |                    |                    |                    |                    |                    |                    |                    |                    |                    |

## Демографія
Згідно з переписом 2010 року, у переписній місцевості мешкали 282 особи в 147 домогосподарствах у складі 76 родин. Густота населення становила 34 особи/км².  Було 225 помешкань (27/км²).
Расовий склад населення:
| - 95,4 % — білих - 1,4 % — корінних американців - 0,7 % — азіатів |

До двох чи більше рас належало 2,5 %. Частка іспаномовних становила 4,3 % від усіх жителів.
За віковим діапазоном населення розподілялося таким чином: 14,2 % — особи молодші 18 років, 58,8 % — особи у віці 18—64 років, 27,0 % — особи у віці 65 років та старші. Медіана віку мешканця становила 56,5 року. На 100 осіб жіночої статі у переписній місцевості припадало 104,3 чоловіків;  на 100 жінок у віці від 18 років та старших — 106,8 чоловіків також старших 18 років.
Цивільне працевлаштоване населення становило 112 особи. Основні галузі зайнятості: публічна адміністрація — 28,6 %, будівництво — 19,6 %, транспорт — 18,8 %.